# Поручиковский
Поручиковский — хутор в Еланском районе Волгоградской области России, в составе Тростянского сельского поселения.
Население - 551 (2010)

## История
Основан как владельческий посёлок. Посёлок Поручиков (он же Потаповский) относился к Хопёрскому округу Земли Войска Донского (с 1870 - Область Войска Донского). В 1859 года в посёлке проживали 57 мужчин и 91 женщина. После отмены крепостного права посёлок был отнесён к Тростянской волости. Согласно переписи 1873 года в посёлке проживали 98 мужчин и 99 женщин, в хозяйствах жителей имелось 33 лошади, 20 пар волов, 52 головы прочего рогатого скота, 56 овец. Согласно переписи населения 1897 года в посёлке проживали 72 мужчины и 75 женщин, из них грамотных: мужчин — 23 (31,9 %), женщин — нет.
Согласно алфавитному списку населённых мест Области Войска Донского 1915 года в посёлке проживали 83 мужчины и 82 женщины, имелось сельское правление. Посёлок обслуживало Мачехское почтовое отделение (село Мачеха).
С 1928 года хутор - в составе Еланского района Камышинского округа (упразднён в 1930 году) Нижне-Волжского края (с 1934 года - Сталинградский край). Хутор относился к Красноталовскому сельсовету. В 1931 году хутор Поручиковский был передан в состав Тростянского сельсовета. В 1935 году Тростянский сельсовет передан в состав Мачешанского района Сталинградского края (с 1936 года - Сталинградской области). В соответствии с Указом Президиума Верховного Совета РСФСР от 14 августа 1959 года, решением Исполнительного Комитета Сталинградского областного Совета депутатов трудящихся от 27 августа 1959 года № 18/417 Мачешанский район был упразднен, Тростянский сельсовет был включён в состав Еланского района.

## География
Село находится в пределах Хопёрско-Бузулукской равнины, являющейся южным окончанием Окско-Донской низменности, на левом берегу реки Бузулук, на высоте около 105 метров над уровнем моря. Выше по реке расположен хутор Красноталовский, ниже - хутор Новобузулукский. Почвы — чернозёмы южные.
По автомобильным дорогам расстояние до областного центра города Волгоград составляет 330 км, до районного центра рабочего посёлка Елань — 31 км, до села Тростянка - 5 км.
Часовой пояс
Поручиковский, как и вся Волгоградская область, находится в часовой зоне МСК (московское время). Смещение применяемого времени относительно UTC составляет +3:00.

## Население
Динамика численности населения по годам:
| 1859 | 1873 | 1897 | 1915 | 1987 | 2002 |
| ---- | ---- | ---- | ---- | ---- | ---- |
| 148  | 197  | 147  | 165  | ≈90  | 76   |

| 2010 |
| ---- |
| 51   |